# チームK 4th Stage「最終ベルが鳴る」
『チームK 4th Stage「最終ベルが鳴る」』（チームケーフォースステージ さいしゅうベルがなる）は、AKB48チームK劇場公演の4th stageである。本項では公演を収録したDVDについても記述する。

## 概要
AKB48チームKの4th公演である。2008年5月から2009年4月まで行われた。2014年2月から4月まで、チームK（大島チームK）によってウェイティング公演IIとして行われた。また、2015年11月から2018年5月まで、チームK（峯岸チームK）によって再演されている。
この演目は、SNH48チームSIIの公演、HKT48チームHの3rd公演、JKT48チームKIIIの3rd公演、HKT48チームKIVの2nd公演でも使用された。
2018年6月からSKE48チームKIIの7th公演として使用されている。

## 公演内容

### 曲目
1. overture
（作曲・編曲：尾澤拓実、歌：TAZ）
全AKB48公演共通である。
2. マンモス
（作詞：秋元康、作曲・編曲：井上ヨシマサ）
3. 最終ベルが鳴る
（作詞：秋元康、作曲：八重樫ゆう一、編曲：市川裕一）
4. ボーイフレンドの作り方
（作詞：秋元康、作曲：Rie、編曲：百石元）
5. 偉い人になりたくない
（作詞：秋元康、作曲：辻純更、編曲：関淳二郎）
6. リターンマッチ
（作詞：秋元康、作曲：上田晃司、編曲：田口智則・稲留春雄）
7. 初恋泥棒
（作詞：秋元康、作曲：吉田ゐさお、編曲：樫原伸彦）
8. ごめんね ジュエル
（作詞：秋元康、作曲：成瀬英樹、編曲：野中“まさ”雄一）
9. おしべとめしべと夜の蝶々
（作詞：秋元康、作曲：宮島律子、編曲：野中“まさ”雄一、田口智則・稲留春雄）
10. 16人姉妹の歌
（作詞：秋元康、作曲：吉田ゐさお、編曲：高島智明）
11. Stand up
（作詞：秋元康、作曲・編曲：伊藤心太郎）
12. Coolgirl
（作詞：秋元康、作曲・編曲：井上ヨシマサ）
13. 回遊魚のキャパシティ
（作詞：秋元康、作曲：Gajin、編曲：市川裕一）
14. 会いに行こう
（作詞：秋元康、作曲：中山聡、編曲：勝又隆一）

アンコール
1. シャムネコ
（作詞：秋元康、作曲：渡辺拓也、編曲：野中“まさ”雄一）
2. メロスの道
（作詞：秋元康、作曲：太田美知彦、編曲：市川裕一）
3. 支え
（作詞：秋元康、作曲：太田美知彦、編曲：樫原伸彦）

### 演出
- 振り付け担当：IZUMI
- 「ごめんね ジュエル」では、研究生によるバックダンサー6名が出演。
- 「16人姉妹の歌」はメンバーのパネル写真を使用。間奏の掛け合いは日替わり。
- 「支え」は、正規のチームメンバーのみで歌い、曲の最後にメンバーが一人ずつ名前を言う。

## AKB48 チームK 4th Stage「最終ベルが鳴る」公演
公演期間
2008年5月31日 - 2009年4月4日
出演メンバー
秋元才加・梅田彩佳・大島優子・大堀恵・奥真奈美・小野恵令奈・河西智美・倉持明日香・小林香菜・佐藤夏希・成瀬理沙・野呂佳代・早野薫・増田有華・松原夏海・宮澤佐江
※2009年3月26日公演後、近野莉菜が研究生から昇格したが、その後の出演はなかった。

ユニット曲担当
- リターンマッチ（秋元・成瀬・野呂・梅田）
- 初恋泥棒（奥・小野・早野）
- ごめんね ジュエル（増田・大島・倉持・宮澤）
- おしべとめしべと夜の蝶々（大堀・河西）
- 16人姉妹の歌（小林・佐藤・松原）
倉持明日香もユニットの一員として参加する予定だったが、「倉持には未来があるから」という秋元康の一言で変更されたというエピソードがある。

## SNH48 チームSII 1st Stage「最終ベルが鳴る」公演
中国語での公演名称は「最後的鐘聲響起」、お披露目公演のみ「Give Me Power!」の公演名称で公演。
公演期間
2013年1月12日、8月30日 - 12月15日
出演メンバー
宮澤佐江・鈴木まりや・趙嘉敏・董芷依・許佳琪・湯敏・陳觀慧・陳思・呉哲晗・顧香君・孔肖吟・徐晨辰・戴萌・邱欣怡・張語格・莫寒・錢蓓婷・丁紫妍・李宇琪・何軼琛・王費澌・陳麗・曾譽嘉・蔣羽熙・張馨方・兪慧文
※何軼琛は2013年5月2日をもって辞退。王費澌は5月3日をもって辞退。陳麗、曾譽嘉、蔣羽熙、張馨方、兪慧文は8月18日付て辞退。以上のメンバーはお披露目公演出演のみ。丁紫妍は10月6日の公演を最後に、同日に卒業。AKB48から移籍した宮澤佐江と鈴木まりやが芸能ビザのため、10月11日の公演から出演。
ユニット曲担当（初日プログラム）
- リターンマッチ（陳觀慧・許佳琪・徐晨辰・呉哲晗）
- 初恋泥棒（湯敏・邱欣怡・蔣羽熙）
- ごめんね ジュエル（張語格・趙嘉敏・莫寒・兪慧文）
- おしべとめしべと夜の蝶々（孔肖吟・董芷依）
- 16人姉妹の歌（顧香君・戴萌・陳思）

※2013年1月12日は、仮劇場でお披露目公演。同年8月30日以後は、上海市内の専用劇場「星夢劇院」での公演となっている。

## AKB48 チームKウェイティング公演II「最終ベルが鳴る」
公演期間
2014年2月20日 - 4月16日
出演メンバー
阿部マリア・内田眞由美・大島優子・北原里英・倉持明日香・小林香菜・島田晴香・鈴木紫帆里・近野莉菜・中田ちさと・永尾まりや・野澤玲奈・平田梨奈・藤田奈那・古畑奈和・前田亜美・松井珠理奈・宮崎美穂・武藤十夢
チームKドラフト生：後藤萌咲・下口ひなな
その他のチームのメンバー：相笠萌（チーム4・3月8日）・小林茉里奈（チームA・4月1日）・岩立沙穂（チーム4・4月11日）
宮崎は2月27日の公演から参加し、4月11日まで出演。小林と野澤は3月3日の公演から参加し、野澤は4月11日まで出演。
大島優は3月20日まで出演。

ユニット曲担当（各曲各ポジションから1名ずつ出演）
- 狼とプライド
  - 後藤
  - 下口

- リターンマッチ
  - 松井・宮崎・鈴木
  - 藤田
  - 島田・鈴木
  - 内田・倉持

- 初恋泥棒
  - 古畑・野澤
  - 北原
  - 平田

- ごめんね ジュエル
  - 鈴木
  - 武藤
  - 前田
  - 阿部

- おしべとめしべと夜の蝶々
  - 中田
  - 永尾・岩立

- 19人姉妹の歌
  - 大島・小林・内田
  - 倉持
  - 近野

※ユニット曲は、「リターンマッチ」の前にドラフト生による「狼とプライド」（SKE48チームS 3rd公演「制服の芽」の楽曲）が入り、6曲となっている。
※「16人姉妹の歌」は、公演初演時点で公演出演可能なチームKメンバー（ドラフト生を除く）が19人だったため、「19人姉妹の歌」となっている。
※「支え」は、公演の出演メンバー（ドラフト生・バックダンサーを除く）が歌う。

## HKT48 チームH 3rd Stage「最終ベルが鳴る」公演
公演期間
2014年11月9日 - 2016年3月31日
出演メンバー
秋吉優花・穴井千尋・井上由莉耶・宇井真白・上野遥・梅本泉・岡本尚子・神志那結衣・兒玉遥・駒田京伽・坂口理子・指原莉乃・田島芽瑠・田中菜津美・田中美久・松岡菜摘・矢吹奈子・山田麻莉奈・山本茉央・若田部遥
その他のチームのメンバー：伊藤来笑・岡田栞奈・後藤泉・下野由貴・田中優香・深川舞子・渕上舞（いずれもチームKIV）
下野・田中優は2015年4月6日から公演に出演。深川・渕上は2015年4月9日から公演に出演。岡田・後藤は2015年4月11日から公演に出演。伊藤は2015年4月22日から公演に出演。
梅本は2015年12月27日の公演を最後に、同年12月31日で卒業。伊藤は2016年2月29日で卒業。

ユニット曲担当（各曲各ポジションから1名ずつ出演）
- リターンマッチ
  - 坂口・松岡・神志那・田中菜・後藤
  - 穴井・上野・神志那・秋吉
  - 宇井・若田部・梅本・岡本
  - 駒田・井上・岡本・深川・山本

- 初恋泥棒
  - 上野・田中美・田中優・山田・坂口・宇井
  - 田島・矢吹・秋吉・井上・駒田
  - 山本・井上・山田・梅本・後藤・岡本

- ごめんね ジュエル
  - 梅本・秋吉・宇井・山本
  - 兒玉・駒田・井上・岡本・秋吉・上野・田中美
  - 神志那・岡本・上野・田中美・穴井・田島
  - 岡本・宇井・山本・岡田・伊藤

- おしべとめしべと夜の蝶々
  - 指原・穴井・坂口・駒田・山田・後藤
  - 松岡・神志那・田島・宇井・渕上・井上・駒田

- 20人姉妹の歌
  - 矢吹・山本・田中美
  - 秋吉・若田部・下野・上野
  - 田中菜・山田

※「16人姉妹の歌」は、公演初演時点でチームHメンバーが20人だったため、「20人姉妹の歌」となっている。作詞は指原が行った。

## JKT48 チームKIII 3rd Stage「最終ベルが鳴る」公演
インドネシア語の公演名称は「Bel Terakhir Berbunyi」
公演期間
2015年8月1日 - 2016年11月27日
出演メンバー
アリシア・チャンジア、シンディ・ユフィア、デラ・デリラ、デフィ・キナル・プトゥリ、ドゥイ・プトゥリ・ボニタ、ファヒルヤニ・シャファリヤンティ、ジェニファー・ハンナ、リディア・マウリダ・ジュハンダル、ナディラ・シンディ・ワンタリ、ナタリア、プリシリア・サリ・デウィ、ラトゥ・フィエンニ・フィトゥリリア、近野莉菜、リスカ・ファイルニッサ、ロナ・アングレアニ、サクティア・オクタピアニ、シンカ・ジュリアニ、フィフィヨナ・アプリアニ
ユニット曲担当（☆はセンター）
- リターンマッチ（デフィ☆、ロナ、ナタリア、アリシア）
- 初恋泥棒（シンディ☆、リスカ、ドゥイ）
- ごめんね ジュエル（ラトゥ☆、ジェニファー・H、フィフィヨナ、リディア）
- おしべとめしべと夜の蝶々（近野、シンカ）
- 18人姉妹の歌（プリシリア☆、デラ、サクティア）

## SNH48 チームX 1st Satge「最終ベルが鳴る」公演
中国語での公演名称は「最後的鐘聲響起」
公演期間
2015年4月17日 -
出演メンバー
陳琳、馮曉菲、李晶、李釗、孫靜怡、邵雪聰、宋昕冉、孫歆文、汪佳翎、汪束、王曉佳、謝天依、楊冰怡、閆明筠、楊韞玉、張丹三（以上16名が初日メンバー、他のメンバーも交代で出演）
ユニット曲担当（初日プログラム）
- リターンマッチ（陳琳・邵雪聰・宋昕冉・閆明筠）
- 初恋泥棒（汪束・楊冰怡・楊韞玉）
- ごめんね ジュエル（馮曉菲・李晶・王曉佳・張丹三）
- おしべとめしべと夜の蝶々（李釗・孫歆文）
- 16人姉妹の歌（孫靜怡・汪佳翎・謝天依）

## AKB48 峯岸チームK「最終ベルが鳴る」公演
公演期間
2015年11月30日 - 2018年5月15日
出演メンバー
相笠萌・阿部マリア・石田晴香・市川愛美・兒玉遥・篠崎彩奈・島田晴香・下口ひなな・鈴木まりや・高城亜樹・田野優花・中田ちさと・中野郁海・永尾まりや・藤田奈那・松井珠理奈・峯岸みなみ・向井地美音・武藤十夢・茂木忍・山本彩・湯本亜美
チームKドラフト研究生：久保怜音・野村奈央
その他のチームのメンバー：田北香世子・谷口めぐ・平田梨奈（チームA）、後藤萌咲・福岡聖菜（チームB）、飯野雅・岩立沙穂・岡田彩花・北澤早紀・村山彩希（いずれもチーム4）、山邊歩夢（チームBドラフト研究生）
相笠・石田・下口・鈴木は2015年12月7日の公演から、市川・中田・野村は同年12月17日の公演から、久保は2016年1月10日の公演から本公演の演目に出演。
平田は2016年3月30日の公演から、後藤・飯野・岩立は同年4月21日の公演から、村山は同年6月28日の公演から、北澤は同年7月8日の公演から、田北は同年9月23日の公演から、福岡は同年11月10日の公演から、谷口は2017年5月15日の公演からそれぞれ出演。岡田は2016年9月28日の公演に、山邊は2017年8月23日の公演にそれぞれ出演。
松井は2015年12月24日の壮行会公演を、山本は2016年5月26日の壮行会公演をもって、いずれも兼任解除。
高城は2016年2月23日の卒業公演を、永尾は2016年3月19日の卒業公演を最後に、いずれも同年5月1日をもって卒業。石田は2016年5月17日の卒業公演を最後に、同年6月5日をもって卒業。相笠は2017年3月19日の公演を最後に、同年3月21日をもって卒業、中田・鈴木は2017年4月20日の公演を最後に、中田は同年4月24日、鈴木は同年6月10日にそれぞれ卒業。野村は2017年8月10日の卒業公演を最後に、同年8月13日卒業。

ユニット曲担当（各曲各ポジションから1名ずつ出演）
- リターンマッチ
  - 藤田・鈴木・飯野
  - 武藤・岡田・篠崎
  - 茂木・島田・鈴木
  - 山本→市川→福岡

- 初恋泥棒
  - 中野・下口・久保・村山
  - 向井地・下口
  - 篠崎・久保・石田・下口

- ごめんね ジュエル
  - 島田→谷口・平田・岩立・北澤・下口
  - 松井→相笠→久保・田北
  - 湯本・福岡
  - 田野・石田・久保・山邊

- おしべとめしべと夜の蝶々
  - 永尾→中田→峯岸
  - 兒玉・野村・永尾・篠崎

- 22人姉妹の歌
  - 峯岸→島田・石田・後藤・藤田
  - 阿部・茂木
  - 高城→鈴木→市川・下口・島田

※overtureの前にドラフト研究生1人が前座ガールとして「渚のCHERRY」（チームA 2nd Stage「会いたかった」公演の楽曲）を披露する（ドラフト研究生が2名とも公演本編に出演する場合は披露しない）。
※「ごめんね ジュエル」にはバックダンサーが出演しない。
※「16人姉妹の歌」は、公演初演時点でチームKメンバーが22人（ドラフト研究生を除く）だったため、「22人姉妹の歌」となっている。
※「支え」は、公演の出演メンバー（前座ガールを除く）が歌う。

## HKT48 チームKIV 2nd Stage「最終ベルが鳴る」公演
公演期間
2016年5月17日 -
出演メンバー
今田美奈・岩花詩乃・植木南央・多田愛佳・熊沢世莉奈・下野由貴・田中優香・冨吉明日香・朝長美桜・深川舞子・渕上舞・宮脇咲良・村重杏奈・本村碧唯・森保まどか
その他のチームのメンバー：荒巻美咲・今村麻莉愛・栗原紗英・坂本愛玲菜・筒井莉子・外薗葉月・村川緋杏・山内祐奈・山下エミリー（いずれもチームTII）井上由莉耶・上野遥・宇井真白・駒田京伽・山田麻莉奈・山本茉央 （チームH）

ユニット曲担当（各曲各ポジションから1名ずつ出演）
- リターンマッチ
  - 森保・熊沢・下野
  - 渕上・田中・岩花・上野
  - 今田・栗原・宇井・下野
  - 熊沢・井上・深川・駒田・山本

- 初恋泥棒
  - 深川・荒巻・山内・今村・植木・岩花・井上・駒田
  - 朝長・冨吉・田中・渕上
  - 岩花・山田・宇井・坂本・今村・下野・深川・上野

- ごめんね ジュエル
  - 外薗・坂本・深川・山本・筒井
  - 本村・村重・上野・岩花・田中・渕上・岡本
  - 宮脇・本村・森保・植木
  - 村重・山下・深川・栗原・下野・山本・宇井・筒井

- おしべとめしべと夜の蝶々
  - 多田・今田・村重・山田・駒田・坂口・森保
  - 田中・熊沢・冨吉・本村・朝長・渕上

- 15人姉妹の歌
  - 植木・村重
  - 冨吉・深川・今田
  - 下野・岩花・村川・秋吉

※「16人姉妹の歌」は、公演初演時点でチームKIVメンバーが15人だったため、「15人姉妹の歌」となっている。

## SKE48 チームKII 7th Stage「最終ベルが鳴る」公演
公演期間
2018年6月30日 - 2022年11月26日
出演メンバー
青木詩織・荒井優希・内山命・江籠裕奈・太田彩夏・大場美奈・小畑優奈・北野瑠華・惣田紗莉渚・高木由麻奈・高柳明音・竹内彩姫・日高優月・古畑奈和・松村香織・水野愛理

ユニット曲担当
- リターンマッチ
  - 惣田・内山・北野・竹内

- 初恋泥棒
  - 小畑・水野・太田

- ごめんね ジュエル
  - 高柳・日高・高木・荒井

- おしべとめしべと夜の蝶々
  - 古畑・江籠

- 20人姉妹の歌
  - 大場・松村・青木

※「16人姉妹の歌」は、公演初演時点でチームKIIメンバーが20人だったため、「20人姉妹の歌」となっている。

## スタジオ収録CD
公演曲を公演メンバーがスタジオ収録したものである。

### チームK 4th Stage「最終ベルが鳴る」（CD）
収録メンバー
秋元才加・梅田彩佳・大島優子・大堀恵・奥真奈美・小野恵令奈・河西智美・倉持明日香・小林香菜・佐藤夏希・成瀬理沙・野呂佳代・早野薫・増田有華・松原夏海・宮澤佐江
収録曲
1. overture
2. マンモス
3. 最終ベルが鳴る
4. ボーイフレンドの作り方
5. 偉い人になりたくない
6. リターンマッチ（歌：成瀬・秋元・野呂・梅田）
7. 初恋泥棒（歌：奥・小野・早野）
8. ごめんね ジュエル（歌：増田・倉持・大島・宮澤）
9. おしべとめしべと夜の蝶々（歌：河西・大堀）
10. 16人姉妹の歌（歌：小林・佐藤・松原）
11. Stand up
12. Coolgirl
13. 回遊魚のキャパシティ
14. 会いに行こう
15. シャムネコ
16. メロスの道
17. 支え

※Disc 2は各楽曲のオフヴォーカルバージョンを収録

## 劇場公演DVD

### チームK 4th Stage「最終ベルが鳴る」（DVD）
収録メンバー
秋元才加・梅田彩佳・大島優子・大堀恵・奥真奈美・小野恵令奈・河西智美・倉持明日香・小林香菜・佐藤夏希・成瀬理沙・野呂佳代・早野薫・増田有華・松原夏海・宮澤佐江
収録曲
1. overture
2. マンモス
3. 最終ベルが鳴る
4. ボーイフレンドの作り方
5. 偉い人になりたくない
6. リターンマッチ（歌：成瀬・秋元・野呂・梅田）
7. 初恋泥棒（歌：奥・小野・早野）
8. ごめんね ジュエル（歌：増田・倉持・大島・宮澤）
9. おしべとめしべと夜の蝶々（歌：河西・大堀）
10. 16人姉妹の歌（歌：小林・佐藤・松原）
11. Stand up
12. Coolgirl
13. 回遊魚のキャパシティ
14. 会いに行こう
15. シャムネコ
16. メロスの道
17. 支え